# پیام فیلی
پیام فِیْلی (زادهٔ ۱۹۸۵) شاعر و نویسنده اهل ایران است. او در سال ۲۰۱۴ به ترکیه رفت و از آنجا به دعوت وزارت فرهنگ اسرائیل به این کشور مهاجرت کرد. 

## زندگی ادبی
تا به حال از وی هشت اثر به چاپ رسیده‌است. سه مجموعه شعر با عنوان‌های سکوی آفتاب (نشر آرویج. تهران ۱۳۸۴)، منظومهٔ حسنک (نشر گیلگمیشان. تورنتو ۲۰۱۲) و منظومهٔ دشت سفید (نشر نوگام. لندن۲۰۱۳). همچنین در سال‌های اخیر سه رمان از وی منتشر شده، برج‌ها و برکه‌ها (نشر لولو. آمریکا ۲۰۰۶) من سبز می‌شوم، میوه می‌دهم؛ انجیر (نشر گردون. برلین ۲۰۱۰) پسر چندم سال‌های ابری (نشر گردون برلین۲۰۱۲) سیاره‌ای که تنها ساکنانش پروانه‌ها هستند (نشر ناکجا. پاریس ۲۰۱۸). از او مجموعه داستان کوتاهی هم منتشر شده با عنوان برهوت ارغوان و تکلم آب‌ها (نشر گیلگمیشان ۲۰۱۳. تورنتو) اگر چه آثار پیام فیلی در داخل ایران مجوز نشر دریافت نمی‌کنند اما به خاطر سبک خاص و خلاقانهٔ آنها و موضوعاتی که به آنها می‌پردازد و اغلب در ایران موضوع ممنوعه محسوب می‌شوند، در سالهای اخیر به ویژه خارج از ایران با استقبال مخاطب ایرانی روبه‌رو شده‌است.
داستان بلند من سبز می‌شوم، میوه می‌دهم؛ انجیر توسط مژگان نوی به عبری ترجمه و در اسرائیل (2015 Resling Publisher) منتشر شده‌است.